# Georgi Zjoekov (generaal)
Georgi Konstantinovitsj Zjoekov (Russisch: Гео́ргий Константи́нович Жу́ков) (Strelkovka (oblast Kaloega), 1 december 1896 - Moskou, 18 juni 1974) was de belangrijkste maarschalk van de Sovjet-Unie en viermaal Held van de Sovjet-Unie die vocht in de Tweede Wereldoorlog.

## Voor de Tweede Wereldoorlog

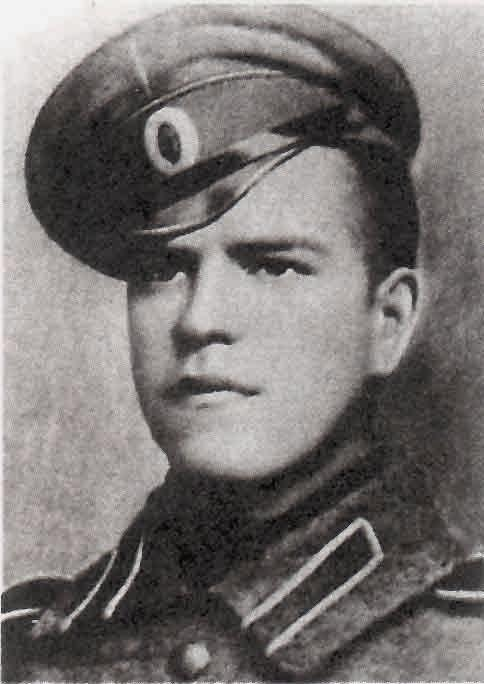
Zjoekov in militaire dienst in 1916

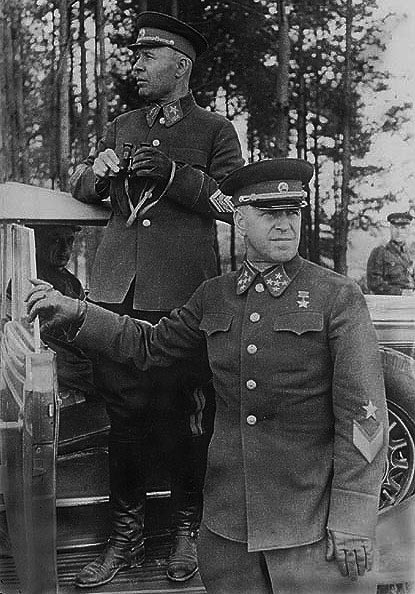
Zjoekov en Semjon Timosjenko in 1940

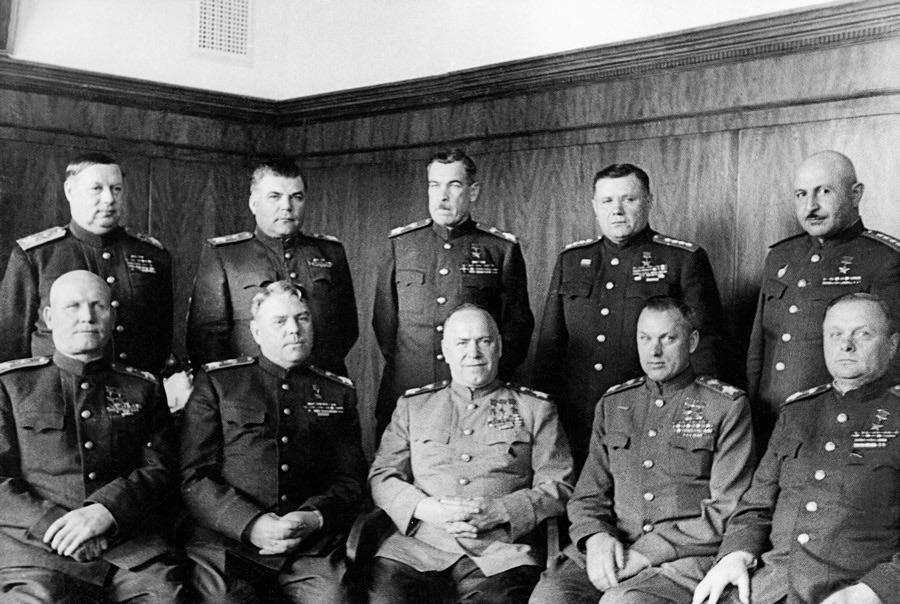
Zjoekov vooraan in het midden van de andere 9 maarschalken van de Sovjet-Unie aan het front in de laatste fase van de Tweede Weredoorlog

Zjoekov werd op negentienjarige leeftijd opgeroepen voor dienst in het tsaristische leger. Daar klom hij al snel op in rang. Na de machtsovername van de bolsjewieken sloot hij zich aan bij het Rode Leger. Hij overleefde de door Stalin gevoerde grote zuiveringen van 1936 - 1937. Net voor het uitbreken van de Tweede Wereldoorlog wonnen de Sovjets, onder leiding van Zjoekov, de Slag bij Halhin Gol op de grens van Mongolië tegen de Japanners. Op 1 februari 1941 schopte hij het tot chef van de generale staf. Zjoekov ontpopte zich tot een meedogenloze bevelhebber die een ijzeren discipline eiste. Hij ging zeer luchtig om met verliezen. Zjoekov was emotioneel en dapper. Hij durfde tegen Stalin in te gaan, die hem omwille van zijn bekwaamheid vaak zijn zin gaf.

## Tijdens de Tweede Wereldoorlog
Op 22 juni 1941 viel nazi-Duitsland de Sovjet-Unie binnen. Het Rode Leger liet zich de eerste maanden van de oorlog totaal overrompelen en grote gebieden vielen in handen van het Duitse leger. Ook voor Leningrad dreigde hetzelfde lot. Op 8 september 1941 herstelde Zjoekov, als bevelhebber van het Leningradfront, de krijgstucht. Hij wist de stad met veel succes te verdedigen tegen de Duitse Heeresgruppe Nord.
In oktober 1941 was de situatie nabij Moskou dramatisch voor het Rode leger. Stalin stelde Zjoekov aan als commandant van het Westelijk Front. Ondanks hardnekkige gevechten van Duitse kant wist Zjoekov niet alleen de aanvallen te weren. Hij drong de Duitse Heeresgruppe Mitte honderden kilometers terug. Dit was het eerste grote verlies van de Wehrmacht in de Tweede Wereldoorlog.
In 1942 bemachtigde de Duitse Heeresgruppe Süd grote delen van Zuid-Rusland tot aan de poorten van Stalingrad. Plaatsvervangend bevelhebber Zjoekov werkte in september aan Operatie Uranus. Dit plan moest de Duitsers een groot verlies toebrengen. Het ging van start op 19 november. Het Duitse 6e Leger werd omsingeld en uitgehongerd. Begin februari 1943 moesten deze laatsten zich gewonnen geven. Deze belegering staat op naam van Zjoekov. Nochtans was de directe tactische planning vooral het werk van generaal Aleksandr Vasilevski. Zjoekov was intussen bezig een enorme tegenaanval van het Centraal Front van Rusland voor te bereiden. Deze bestorming was veel groter dan de aanval op het 6e Leger, maar is vrij onbekend gebleven.
Operatie Uranus heeft Zjoekov veel lof bezorgd. Operatie Mars, de aanval op legergroep midden, mondde uit in een van de grootste militaire nederlagen van de Tweede Wereldoorlog. Enkele zeer ervaren SS-afdelingen onder leiding van generaal Model brachten het Rode leger een zware klap toe. Over dit verlies is weinig geschreven; het imago van Zjoekov bleef intact. In de pers werd de top van de Sovjet-Unie altijd verheerlijkt en het nieuws over mislukkingen kon moeilijk verspreid worden over het land.
Op 18 januari 1943 benoemde Stalin Zjoekov tot maarschalk van de Sovjet-Unie. Zjoekov bedacht een offensief dat een einde stelde aan de al jaren durende Beleg van Leningrad. Op 4 juli 1943 viel het Duitse leger aan nabij de Russische saillant bij Koersk. Zjoekov was op de hoogte van de Duitse plannen. Hij organiseerde de verdediging. De Duitsers trokken zich na een enorme veldslag terug en Zjoekov triomfeerde alweer.
In 1944 dreef het Rode Leger de Wehrmacht terug tot in Polen. Het 1e en 2e Wit-Russische Front van Zjoekov behaalden grote overwinningen. Onder andere de Vesting Poznań werd onder de voet gelopen. Begin februari 1945 stonden Zjoekovs soldaten aan de Oder.

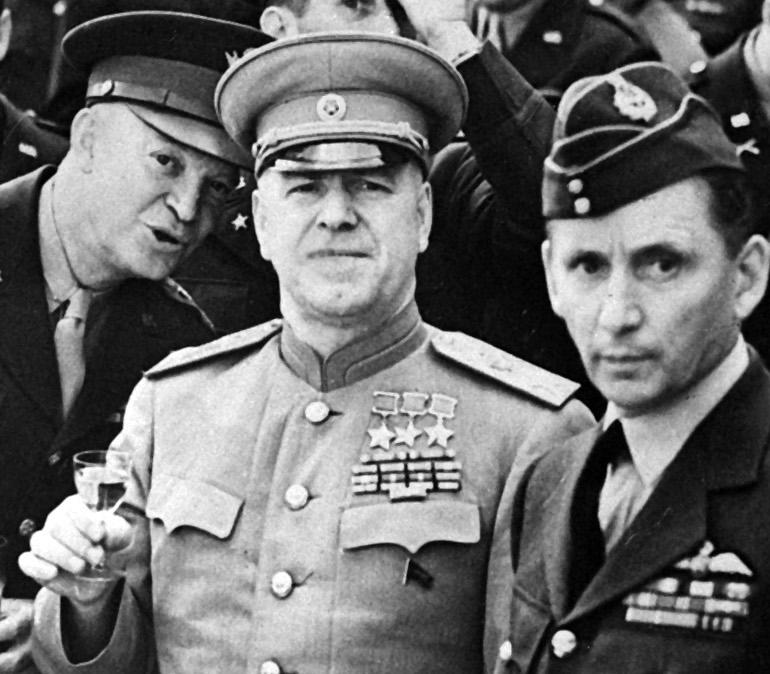
v.l.n.r. Dwight D. Eisenhower, Georgi Zjoekov en Arthur Tedder

Tijdens de aanval op Berlijn ontstond er concurrentie tussen de troepen van Zjoekov en die van zijn grootste rivaal binnen het Rode Leger, maarschalk Konev. Uiteindelijk was het de Rus Mikhail Minin (en niet Meliton Kantaria, die net als Stalin van Georgische afkomst was) die op 30 april 1945 omstreeks 10:40 een rode vlag op het Rijksdaggebouw plantte. Nazi-Duitsland gaf zich onvoorwaardelijk over op 8 mei 1945. Zjoekov had, operatie Mars niet meegerekend, geen enkele nederlaag geleden. Minin werd niet uitgeroepen tot held van de Sovjet-Unie, maar vergeten tot 1995, toen Boris Jeltsin hem de eer gaf die hem toekwam.

## Na de Tweede Wereldoorlog
Zjoekov viel in de naoorlogse periode eerst in en later weer uit de gratie van zijn politieke leiders. Hij degradeerde zowel onder Stalin als Chroesjtsjov naar onbelangrijke posten. De Held van de Sovjet-Unie, veel minder genoemd dan anderen in Westerse geschiedenisboeken, is nog steeds als geniaal legercommandant gekend.
Zjoekov arresteerde Lavrenti Beria, de vroegere topman van de NKVD na Stalins dood. Zjoekovs carrière ging erop vooruit, in 1955 werd hij minister van Defensie van de Sovjet-Unie en in 1956 lid van het Politbureau. In november 1956 viel het leger onder zijn leiding Hongarije binnen.
Chroesjtsjov ontsloeg Zjoekov uit al zijn functies in 1957, omwille van zijn enorme naam en faam. Na het aftreden van Chroesjtsjov, aan de vooravond van de 20e verjaardag van de Duitse overgave werd hij in ere hersteld door Leonid Brezjnev. Het persbureau RIA Novosti publiceerde op 7 mei 1965 foto's van Zjoekov in uniform met al zijn onderscheidingen en hij mocht ook op de eretribune op het Mausoleum van Lenin, samen met het politbureau, de parade van het Rode Leger schouwen.
Vanaf 1958 werkte Zjoekov aan zijn memoires, maar zijn gezondheid nam sinds dat jaar geleidelijk af. In 1967 kreeg hij een beroerte en ook een hartkwaal. In 1969 publiceerde hij zijn memoires, die een bestseller werden. In 1974 overleed hij aan een laatste beroerte. Tegen Zjoekovs wensen in kreeg hij geen Russisch-orthodoxe begrafenis, maar werd zijn lichaam gecremeerd en de as bijgezet in de Kremlinmuur-necropolis bij andere helden en maarschalken van de Sovjet-Unie.

## Militaire loopbaan
- Soldaat (драгун): 7 augustus 1915
- Sergeant (Cержа́нт): eind augustus 1916
- Tweede luitenant (Командир отделения): 1920
- Eerste luitenant (Старшйи лейтенант):
- Kapitein (Капитан):
- Majoor (Майор):
- Luitenant-kolonel (подполко́вник):
- Kolonel (полковник):
- Brigadegeneraal (Комбриг):
- Generaal-majoor (Комдив):
- Luitenant-generaal (Комкор): 1939
- Legergeneraal (KomKor):
- Maarschalk (Командарм 1-го ранга): 4 juni 1940[3]
- Maarschalk van de Sovjet-Unie (Маршал Советского Союза): 18 januari 1943[3]

## Onderscheidingen

### Keizerrijk Rusland

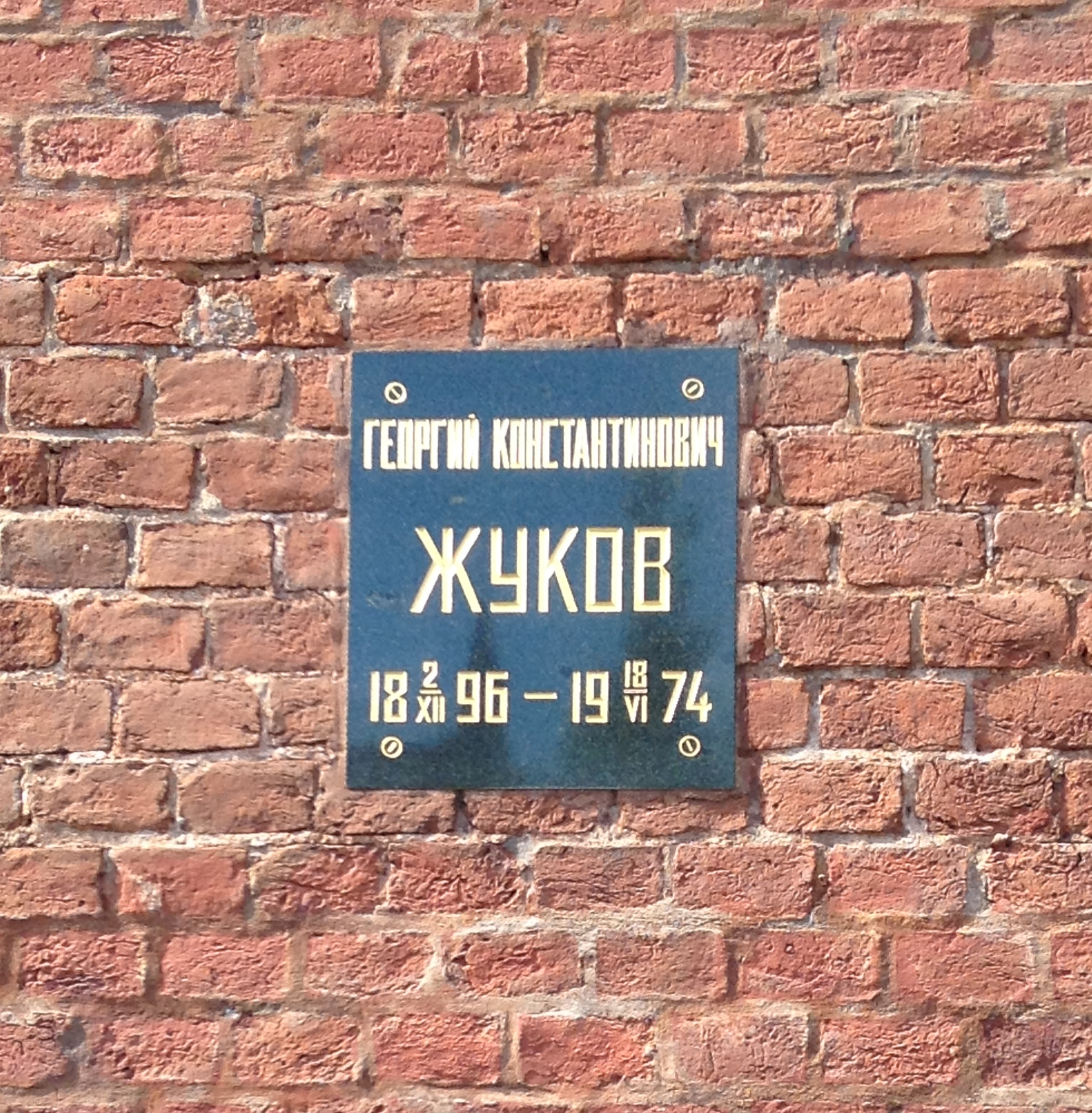
De urn met as van Zjoekov is bijgezet in de Kremlinmuur-necropolis

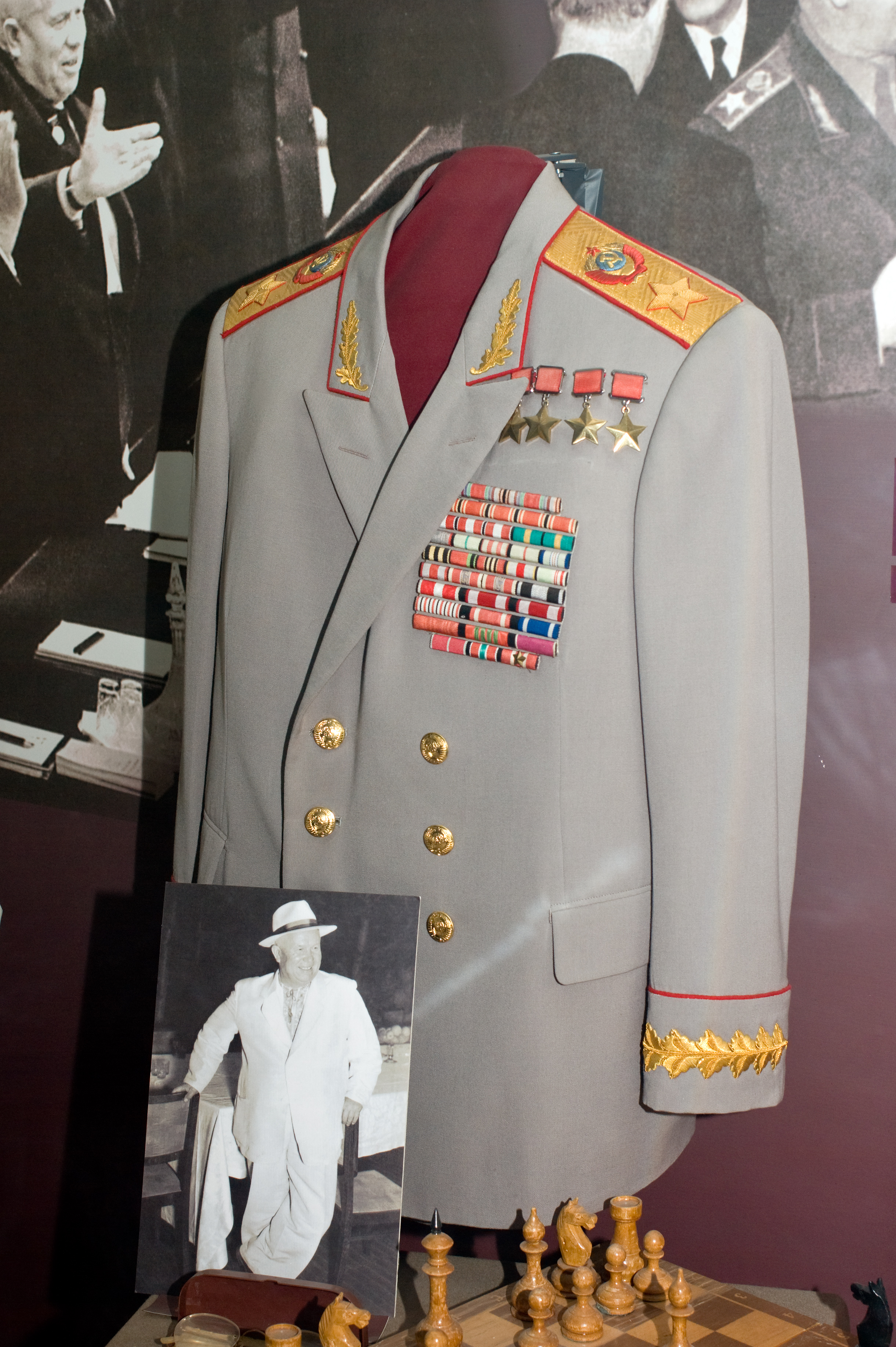
Uniform van Zjoekov

- Sint-Georgekruis, 3e en 4e Klasse

### Sovjet-Unie
- Viermaal held van de Sovjet-Unie op 29 augustus 1939[4], 29 juli 1944[4], 1 juni 1945[4] en 1 december 1956 (voor zijn 60e verjaardag).
- Zesmaal Leninorde op 16 augustus 1936, 29 augustus 1939[4], 21 februari 1945[4], 1 december 1956, 1 december 1966 en 1 december 1971
- Tweemaal Orde van de Overwinning serienummer 1 op 10 april 1944[4] en serienummer 5 op 30 maart 1945[4]
- Orde van de Oktoberrevolutie op 22 februari 1968
- Driemaal Orde van de Rode Banier op 31 augustus 1922, 3 november 1944[4] en 20 juni 1949
- Tweemaal Orde van Soevorov, 1e klasse: serienummer 1 op 18 januari 1943[4] en serienummer 39 op 28 juli 1943[4]
- Maarschalk Ster op 18 januari 1943[4]
- Ere wapen - Zwaard gegraveerd met gouden nationale embleem van de Sovjet-Unie op 22 januari 1968
- Jubileumsmedaille voor Militaire Dapperheid ingesteld ter herinnering aan de Honderdste Verjaardag van Vladimir Iljitsj Lenin
- Medaille voor de Verdediging van Leningrad op 22 december 1942[4]
- Medaille voor de Verdediging van Stalingrad op 22 december 1942[4]
- Medaille voor de Verdediging van Moskou op 1 mei 1944[4]
- Medaille voor de Verdediging van de Kaukasus op 1 mei 1944[4]
- Medaille voor de Overwinning over Duitsland in de Grote Patriottische Oorlog 1941-1945 op 9 mei 1945[4]
- Medaille voor de overwinning op Japan op 30 september 1945[4]
- Medaille voor de Verovering van Berlijn op 9 juni 1945[4]
- Medaille voor de Bevrijding van Warschau op 9 juni 1945[4]
- Medaille voor de 20e Verjaardag van de Overwinning in de Grote Patriottische Oorlog op 7 mei 1965[4]
- Medaille ter Herinnering aan de Achthonderdste Verjaardag van Moskou
- Medaille ter Herinnering aan de 250e Verjaardag van Leningrad"
- Jubileummedaille voor XX Jaar Rode Leger van Arbeiders en Boeren
- Jubileummedaille "30 jaar Sovjet Leger en Vloot"
- Jubileummedaille "40 Jaar Strijdkrachten van de USSR"
- Jubileummedaille "50 Jaar Strijdkrachten van de USSR"
- Orde van Zjoekov met ster in 1994 postuum

### Polen
- Grootkruis (met ster) in de Virtuti Militari (Polen) in 1945[4]
- Orde van het Grunwald Kruis 1e Klasse in 1945
- Medaille voor Warschau 1939–1945[4]
- Commandeur met ster in de Orde Polonia Restituta in 1968[4]
- Grootkruis in de Orde Polonia Restituta in 1973[4]
- Medaille voor Oder, Neisse en Oostzee[4]
- Orde van Vrijheid in 1956

### Mongolië
- Orde van de Rode Banier (Mongolië) in 1939 en 1942
- Medaille voor de Victorie over Japan (Mongolië)
- Orde van Suha Bator in 1968, 1969 en 1971
- Held van de Mongoolse Volksrepubliek in 1969[4]
- Medaille voor 30 jaar Overwinning in de Slag bij Halhin Gol in 1969[4]
- Medaille voor 50 Jaar van de Mongoolse Volksrevolutie in 1971
- Medaille voor 50 Jaar Mongoolse Volksleger in 1971

### Tsjecho-Slowakije
- Grootkruis in de Militaire Orde van de Witte Leeuw voor de Overwinning op 8 mei 1955[5]
- Oorlogskruis (Tsjecho-Slowakije) in 1945
- Orde van de Witte Leeuw in 1945

### Bulgarije
- Medaille voor 90e verjaardag van de geboorte van Georgi Dimitrov (Bulgarije)
- Medaille voor 25 Jaar Bulgaarse Volksleger

### Frankrijk
- Grootkruis in het Legioen van Eer (Frankrijk) in 1945
- Croix de guerre (Frankrijk) met Palm[4]

### Italië
- Garibaldi-medaille in 1956

### Volksrepubliek Toeva
- Orde van de Republiek (Volksrepubliek Toeva) op 3 maart 1942[4]

### Verenigd Koninkrijk
- Ridder met Grootkruis in de Orde van het Bad (Verenigd Koninkrijk) op 12 juli 1945[4]

### Verenigde Staten
- Chief Commander in het Legioen van Verdienste (Verenigde Staten) in 1945[4]

### Egypte
- Grootkruis in de Orde van Verdienste (Egypte) in 1956

### China
- Medaille Sino-Sovjet vriendschap (China) in 1953 en 1956

## Publicatie
De memoires van Zjoekov verschenen in 1969 in gecensureerde vorm. Een Engelse vertaling van de complete autobiografie werd gepubliceerd in 2013:
- Geoffrey Roberts (ed.), Marshal of Victory. The Autobiography of General Georgy Zhukov, 2013. ISBN 9781526766588